# Concert Royal Köln
Concert Royal Köln ist ein auf historische Aufführungspraxis der Musik des 18. und frühen 19. Jahrhunderts spezialisiertes Orchester unter der Leitung von Karla Schröter. Das Ensemble arbeitet mit verschiedenen hochqualifizierten Chören und Vokalensembles zusammen und war u. a. Gast bei Musica Flandrica Belgien, im Markgräflichen Opernhaus Bayreuth, dem Rheinischen Musikfest Aachen, dem Deutschen Mozartfest, den Arolser Barockfestspielen, dem Festival Mitte Europa.
Im Jahr 2015 wurde das Orchester mit dem ECHO Klassik für die CD-Einspielung mit Bläserkammermusik von Johann Wilhelm Hertel ausgezeichnet.

## Diskografie (Auswahl)
- „Mortorium“ Kammermusik und Concerti von Johann Georg Linike, SACD und Binaural 3D, Musicaphon M 56972
- Johann Wilhelm Hertel, Bläserkammermusik, Musicaphon M 56958
- With Proper Graces (William Babell, Carl Heinrich Graun, SACD Musicaphon M 56924, Gesamtaufnahme (Weltersteinspielung))
- Musik aus sächsischen Schlosskirchen, Werke für Barockoboe und Orgel um und nach Bach: Krebs, Homilius, Bach, Ebhardt, Tag, SACD Cantate 58038
- Der Kopf des Georg Friedrich Händel, Georg Friedrich Händel, Cybele SACD AB 006
- Giove in Argo (Georg Friedrich Händel, 2 SACD Musicaphon M 56891)
- Oboensonaten (Georg Friedrich Händel, Johann Sigismund Weiss, SACD Musicaphon M 56889)
- Bläserkammermusik (Johann Gottlieb, Carl Heinrich Graun, Musicaphon M 56842)